# Étienne Dinet
Alphonse-Étienne Dinet, também conhecido como Nasr'Eddine Dinet (28 de março de 1861 - 24 de dezembro de 1929, Paris), foi um pintor orientalista francês.

## Biografia
Dinet era filho de um proeminente juiz francês.
A partir de 1871 ele estudou no Liceu Henrique IV, que tinha como estudante o futuro presidente francês Alexandre Millerand. Depois de se formar em 1881, ele entrou na École Nationale Supérieure des Beaux-Arts e passou a trabalhar no estúdio de Victor Galland. No ano seguinte passou a estudar na Académie Julian. Também expôs seus trabalhos pela primeira vez no Salão de Paris.[carece de fontes?]
Dinet fez sua primeira viagem a Bou Saâda, no sul da Argélia, em 1884, com uma equipe de entomologistas. Em 1885, fez uma segunda viagem com uma bolsa de estudos do governo, desta vez para Laghouat na região do M'zab. Foi nesta ocasião em que ele realizou suas duas primeiras obras sobre a Argélia: les Terrasses de Laghouat e l'Oued M'Sila après l'orage.
Ele ganhou a medalha de prata em pintura na Exposição Universal de 1889, e no mesmo ano fundou a Société Nationale des Beaux-Arts junto à Meissonier, Puvis de Chavannes, Rodin, Carolus-Duran e Charles Cottet.
Em 1903 comprou uma casa em Bou Saâda onde passava três quartos de cada ano. Anunciou sua conversão ao islamismo em uma carta privada de 1908, formalizando-a em 1913, pelo que mudou seu nome para Nasr'Eddine Dinet. Em 1929 ele e sua mulher empreenderam a peregrinação a Meca.
O respeito que ele ganhou com os nativos da Argélia se refletiu nas cinco mil pessoas presentes no seu funeral em Bou Saâda. Ali foi elogiado pelo ex-governador-geral da Argélia, Maurice Viollette.

## Obra
Comparado a pintores modernistas como Henri Matisse, que também visitou o norte da África na primeira década do século XX, as suas pinturas são extremamente conservadoras do ponto de vista estético. São muito miméticas e com características etnográficas na representação das pessoas.[parcial?]
O fato que sabia árabe e seu conhecimento da cultura árabe local  distanciaram de outros pintores orientalistas. Surpreendentemente ele era capaz de encontrar modelos para seus nus artísticos na Argélia rural. Antes de 1900, muitas de suas pinturas podiam ser caracterizadas como pinturas de gênero anedóticas. Conforme o seu interesse pelo islamismo aumentou, passou a pintar temas religiosos mais frequentemente.

Ele também traduziu literatura árabe, publicando uma tradução de um poema épico árabe do século XIII de Antarah ibn Shaddad em 1898.

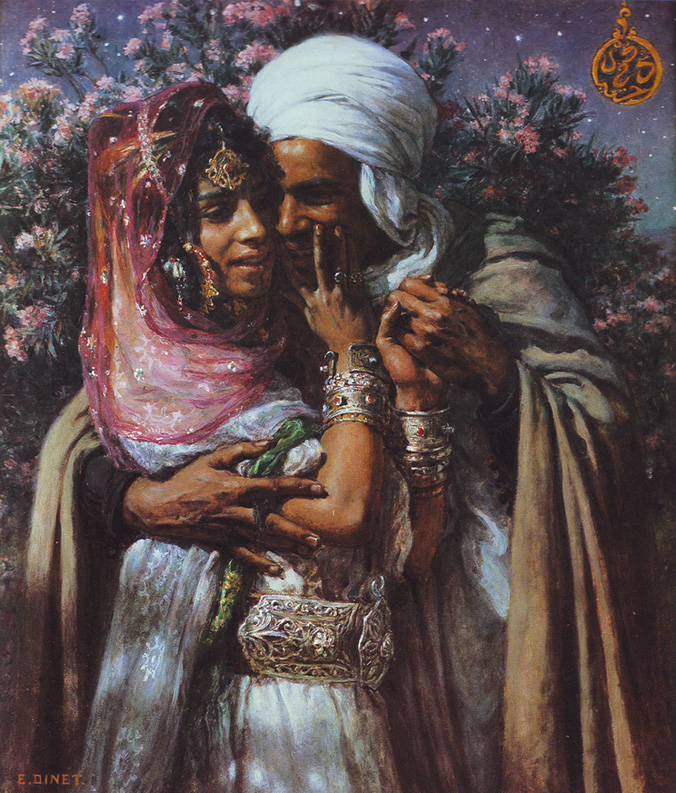
Esclave d'amour et Lumière des yeux (1895), Museu d'Orsay
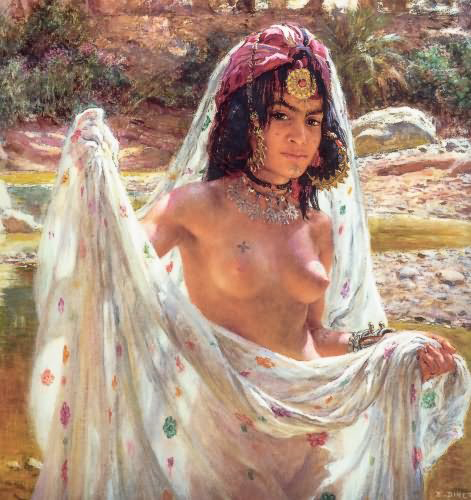
Raoucha (1901), Museu de Belas Artes da Argélia
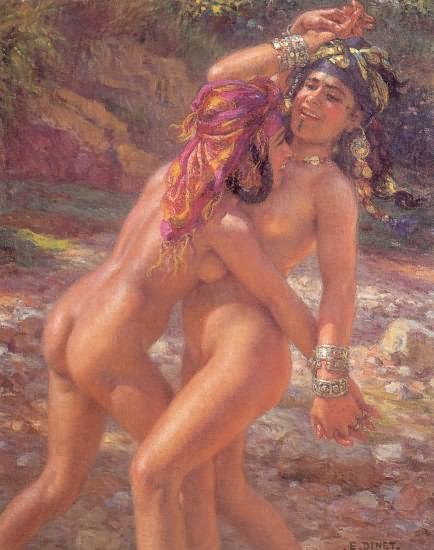
La lutte des baigneuses (1909), coleção particular
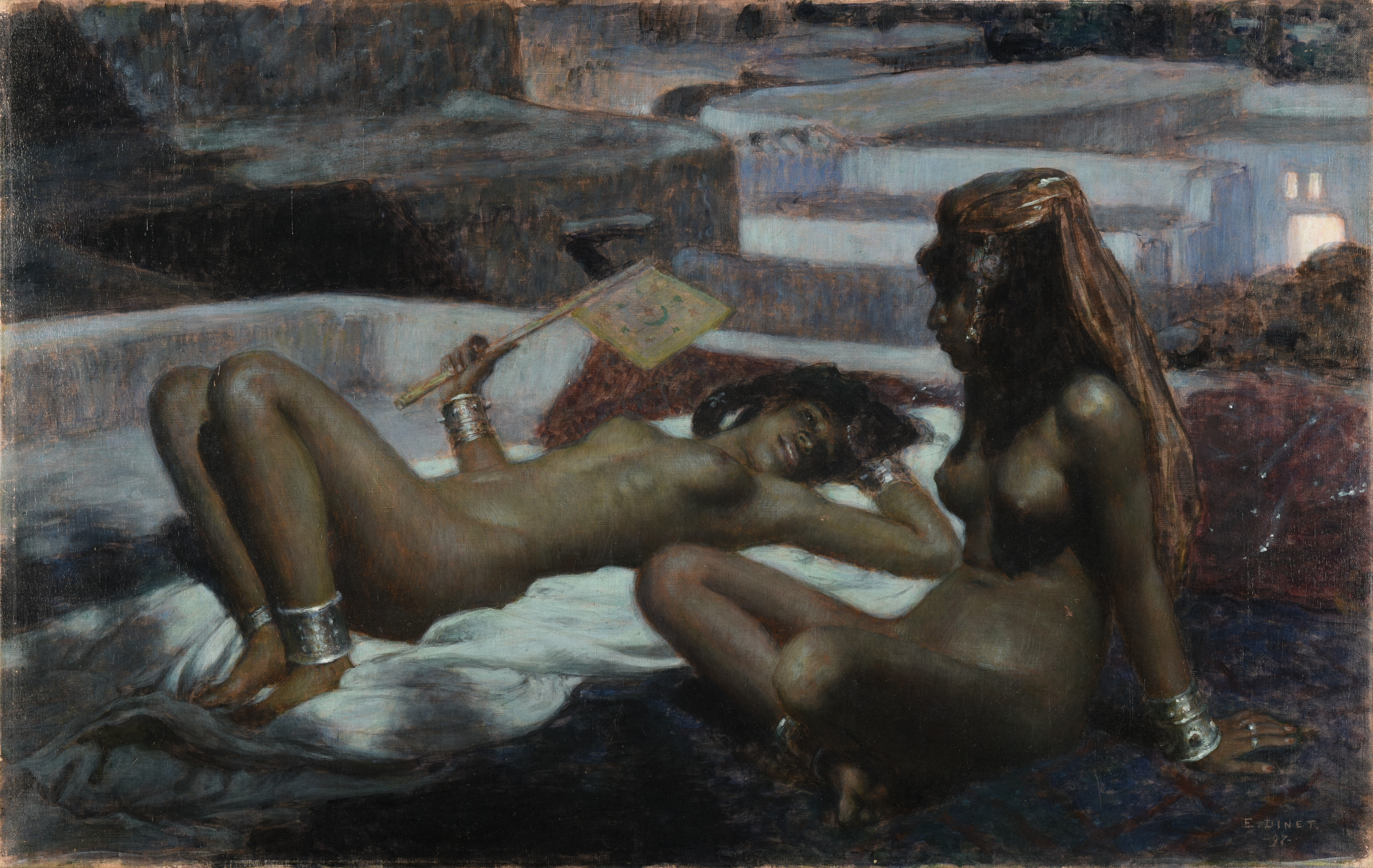
Sur les terrasses. Clair de lune à Laghouat (1897), Museu de Belas Artes de Reims
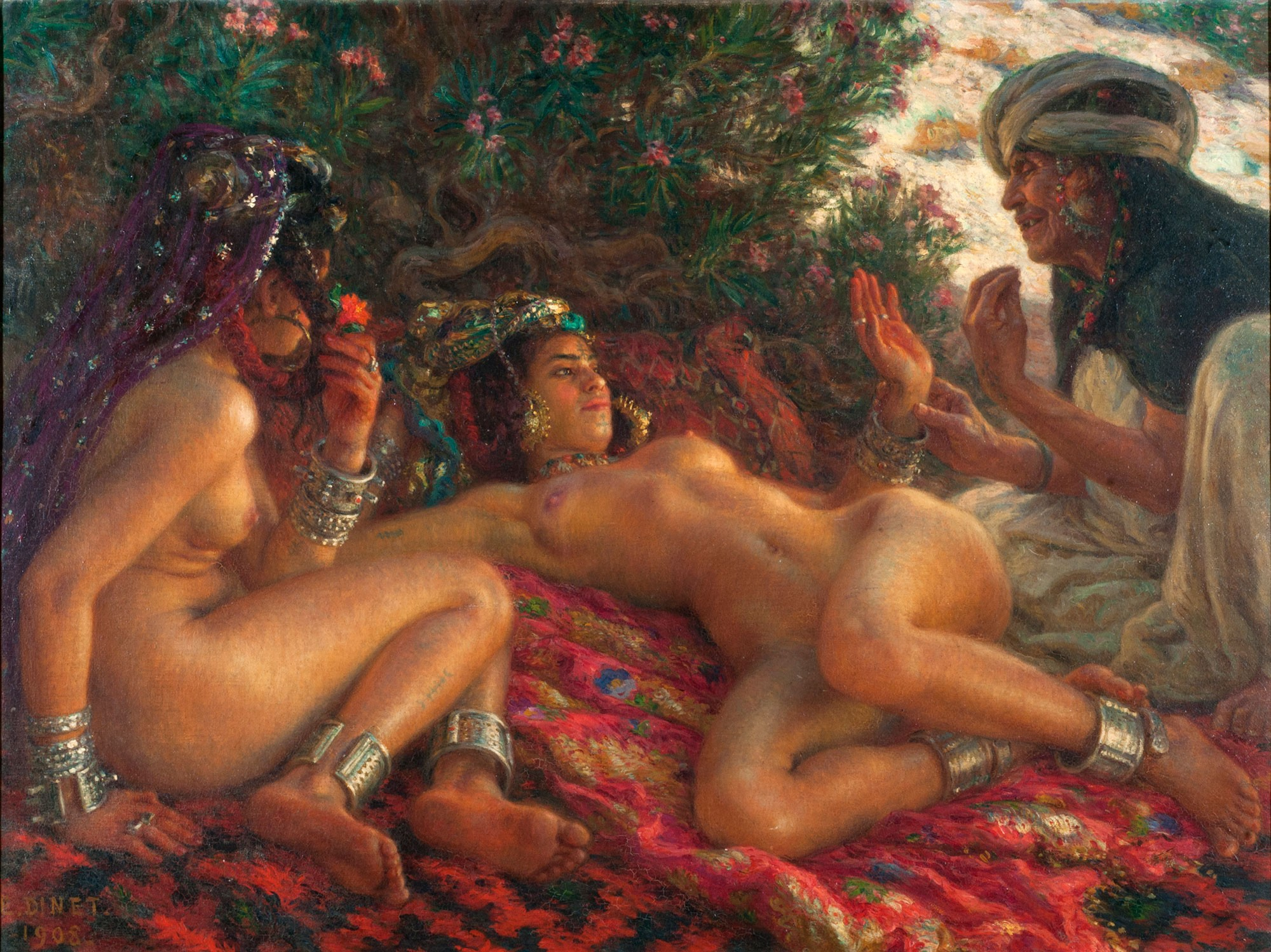
La mensajera de Satanas (1908), Museo Nacional de Bellas Artes